# Силицид триванадия
Силицид триванадия — бинарное неорганическое соединение металла ванадия и кремния с формулой V2Si, светло-серые кристаллы, нерастворимые в воде.

## Получение
- Взаимодействие чистых веществ при нагревании:

{\displaystyle {\mathsf {3V+Si\ {\xrightarrow {T}}\ V_{3}Si}}}

## Физические свойства
Силицид триванадия образует светло-серые кристаллы
кубической сингонии, пространственная группа P m3m, параметры ячейки a = 0,4722 нм, Z = 2.
Сверхпроводник с критической температурой 17,2°К.
Не растворяется в воде.